# 罗斯-埃德体育场
罗斯-埃德体育场（英語：Ross–Ade Stadium），是位于美国印第安那州西拉法葉的一座体育场，位于普渡大学校园内。于1924年建成投入使用，以普渡大学校友大卫·爱德华·罗斯和乔治·埃德两人的名字命名。为普渡大学锅炉工美式足球队的主场。

## 历史
罗斯-埃德体育场于1924年建成投入使用，初始座位数为13,500，另外还提供5,000人的站立空间。历年来经过六次扩建，最终在1970年座位数达到了最多的69,200个。
从2001年到2003年间，体育场经过了一系列的翻新。2006年，草皮改铺设更耐寒的百慕大草。2014年，体育场的南看台（即大屏幕下方）座位被拆除，改建成一个平台区域。球迷将被允许在平台区内饮酒。南看台改建后体育场的座位数减少为57,282个。2017年，体育场安装了永久夜间照明。

## 比赛
- 体育场首场比赛：1924年11月22日，普渡大学锅炉工队以26-7战胜印第安纳大学山地人队[8]
- 普渡大学锅炉工队在体育场的第100胜：1965年9月18日，以38-0战胜迈阿密大学 (俄亥俄州)[4]
- 普渡大学锅炉工队在体育场的第200胜：1996年11月9日，以9-3战胜密歇根大学狼獾队[4]
- 普渡大学锅炉工队在体育场的第500场比赛：2021年9月4日，以30-21战胜俄勒岡州立大學[9][10]

## 图片集

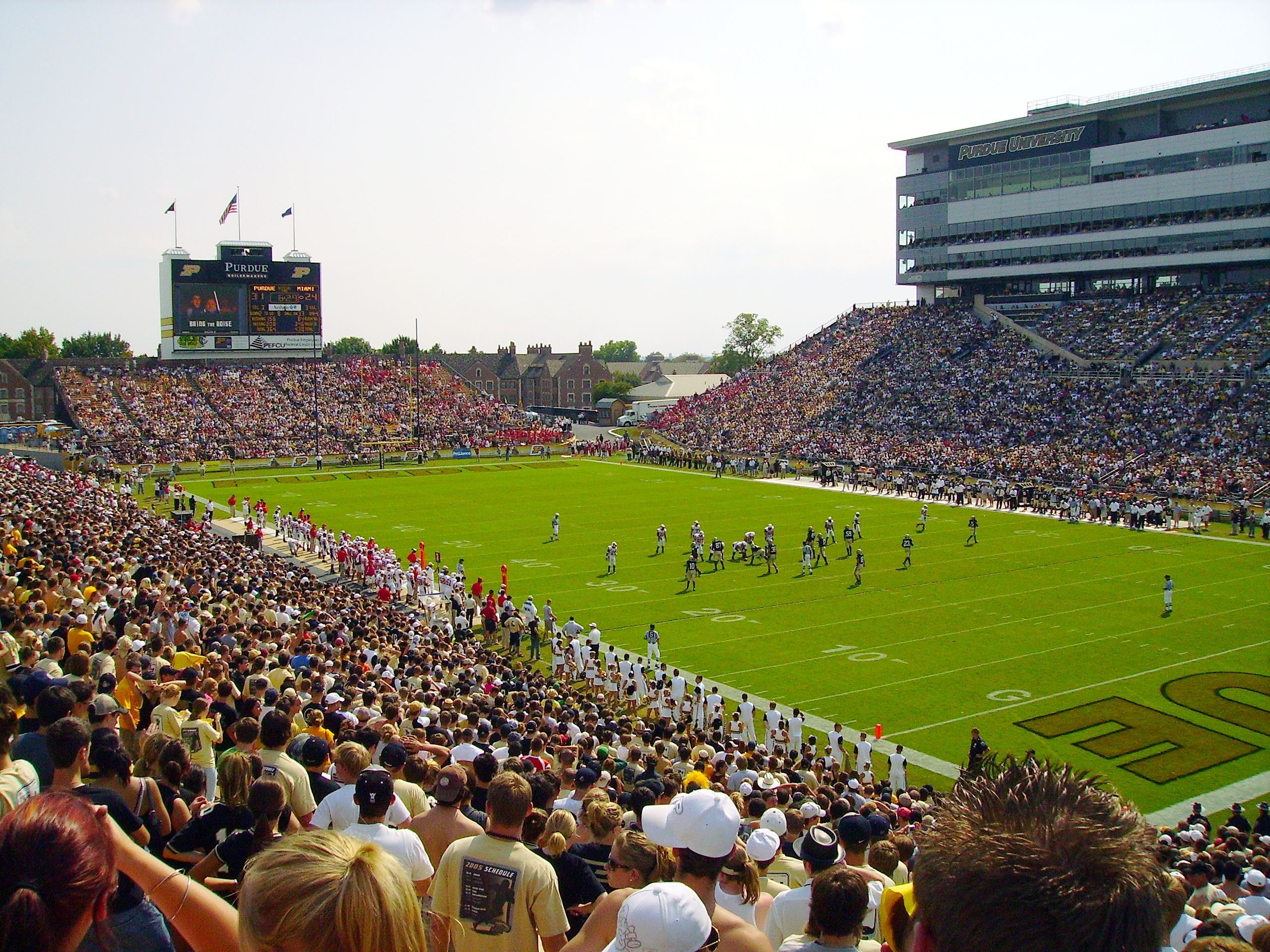
2006年，此时仍有南看台观众席
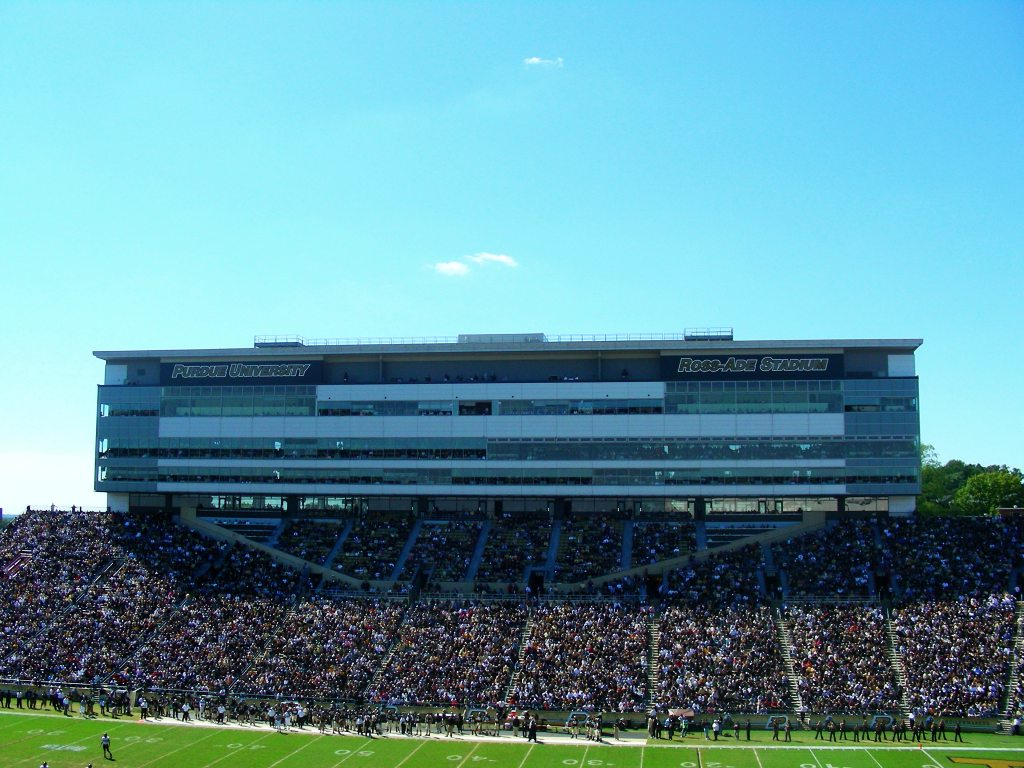
2011年的体育场东看台